# Taijiquan
Il tàijíquán (/tʰaid͡ʑit͡ɕʰɥæn/, anche abbreviato in Taiji o Tai Chi), e chiamato anche Tai Chi Chuan, è uno stile interno delle arti marziali cinesi.

## Origine

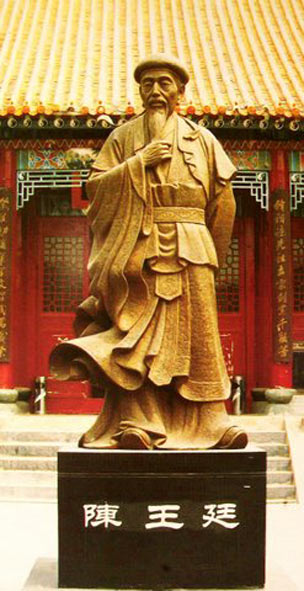
Una statua raffigurante Chen Wangting 陈王廷

Non sono certe le origini della pratica del Tai Chi.
Secondo una leggenda, intorno al 1200 d. C., alle pendici del monte Wudang viveva un monaco taoista di nome Zhang San Feng. Un giorno il monaco vide il combattimento tra un uccello rapace e un serpente e rimase profondamente colpito dalla capacità del serpente di vincere il duello non opponendo forza contro forza, bensì facendo della morbidezza del suo corpo e dei suoi movimenti l'arma per sconfiggere l'avversario. Zhang San Feng studiò dunque il modo in cui il serpente era riuscito a vincere il duello: flessibilità contro durezza, movimenti circolari contro movimenti diretti, raccoglimento prima di scagliare attacchi veloci, apparente debolezza contro il battito fragoroso delle ali dell'avversario. Sulla base di questi principi, costruì una sequenza di movimenti che ancora oggi, con le opportune differenze tra le varie scuole, formano la base delle varie pratiche di Taijiquan.

## Principi fondamentali

### Il nome

Diagramma del Taiji (Taijitu)

Il nome di questo stile (太极拳) contiene già importanti elementi teorici che sono alla base di esso.
Il termine Taiji (太极) fa la sua comparsa per la prima volta nell'Yijing, nel capitolo intitolato Xici (系辞).
Vi si può leggere: Nei cambiamenti, c'è il Taiji che genera i Due Principi (Liangyi); i Due Principi generano le Quattro Immagini (Sixiang); le Quattro Immagini generano gli Otto Trigrammi (Bagua).
Importante è il collegamento con il Diagramma del Sommo Polo (Taijitu), creato dal Neo-Confuciano Zhou Dunyi (周敦颐, 1017–1073), che è anche il simbolo dello stile universalmente riconosciuto.
Zhou Dunyi scrive: Wuji e poi il Taiji. Nel movimento il Taiji crea lo Yang. Quando il movimento ha raggiunto il suo limite, c'è la immobilità. Quando immobile, il Taiji crea la Yin. Quando l'immobilità ha raggiunto il suo limite, c'è il ritorno al movimento. Movimento e Immobilità si alternano. Uno è l'origine dell'altro.
Carmona riferisce che la principale risorsa teorica dello stile è il Taiji Quanpu (太极拳谱), di Wang Zhongyue (王宗岳), scritto durante il regno di Wanli (万历,1572-1620) della dinastia Ming.
Wang Zongyue (王宗岳) ha scritto: Il sommo polo, nasce dal non sommo, opportunità del movimento, è anche madre di Yin e Yang. Se si divide, si muove; se è in armonia, è fermo. Libero da eccessi e mancanze, segue curve e subito estende. Se un uomo è inflessibile ed io sono morbido, si chiama camminare; se io seguo un uomo di spalle, si chiama aderire.
In contraddittorio con Carmona, Stanley Henning colloca la vita di Wang Zongyue durante il regno di Qianlong (1735-1796). Per Henning poi Wang Zongyue è solo accreditato di aver scritto il Taiji Quanpu.
Per Wu Bin Taiji significa supremazia, assolutezza, unicità; Il Taijiquan prende il suo nome sottendendo superiorità.
Riassumendo il Taijiquan si ispira al continuo ciclo Yin Yang, cambiando continuamente da un principio all'altro nei movimenti che contengono vuoto e pieno, adattandosi ai movimenti altrui, ispirandosi e seguendo la rotondità.

#### Traduzioni di Taiji
Una questione importante è quella della traduzione del termine composito tàijí(太極T, 太极S,  tàijí P,  t'ai chi  W), perciò riportiamo di seguito degli esempi di traduzione sia in Italiano che in Inglese:
- Anne Cheng[10] rende tàijí in Culmine supremo;
- Barbara Davis[11] traduce in Great ultimate[12];
- Needham e Colin[13] scrivono Supreme Pole;
- Adler[14] si serve di Great Absolute, e Supreme Polarity;
- Le Blanc[15], Zhang Dainian e Edmund Ryden[16] lo trasformano in the Supreme Ultimate all'interno della Cosmologia Cinese.

### Le Cinque Azioni e gli Otto Trigrammi

Le cinque Azioni rappresentate nei cicli creativo (linee nere) e distruttivo (linee bianche)

Se gli Otto Trigrammi, come abbiamo visto sono legati alla teoria di Yin Yang, un'altra idea della cultura tradizionale cinese recepita dal Taijiquan è quella delle Cinque Azioni (五行, wuxing). Essi sono: Mu (木, Legno), Huo (火, Fuoco), Tu (土, Terra), Jin (金, Metallo), Shui (水, Acqua). Si legano a cinque tipologie di passi (五步).
| Passo                | Pinyin e Cinese | Azione     | Pinyin e Cinese |
| -------------------- | --------------- | ---------- | --------------- |
| passo che avanza     | Jinbu 进步      | il Metallo | Jin 金          |
| passo che arretra    | Tuibu 退步      | il Legno   | Mu 木           |
| sguardo a destra     | Youpan 右盼     | il Fuoco   | Huo火           |
| guardare a sinistra  | Zuogu 左顾      | l'Acqua    | Shui 水         |
| tranquillo al centro | Zhongding中定   | la Terra   | Tu 土           |

Gli Otto Trigrammi sono Qian (乾）， Kun (坤），Gen (艮），Dui(兑），Zhen(震），Xun(巽），Kan(坎），Li(离). Nel taijiquan si legano ad otto porte (bamen,八门).
| Porta           | Pinyin e Cinese | Trigramma  | Pinyin e Cinese |
| --------------- | --------------- | ---------- | --------------- |
| parare          | Peng 棚         | maschile   | Qian乾          |
| tirare indietro | Lu 捋           | femminile  | Kun坤           |
| premere         | Ji 挤           | fossa      | Kan 坎          |
| spallata        | kao 靠          | calma      | Gen 艮          |
| spingere        | An 按           | separarsi  | Li 离           |
| tirare in basso | Cai 採          | gentile    | Xun 巽          |
| dividere        | Lie 挒          | assordare  | Zhen 震         |
| gomitata        | zhou肘          | conseguire | Dui 兑          |

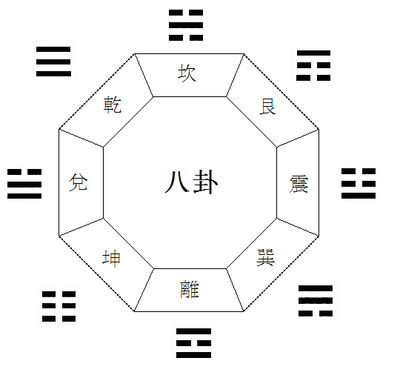
Una rappresentazione degli Otto trigrammi

Otto Porte e Cinque Passi uniti insieme danno vita a Tredici Figure (Shisanshi,十三势) secondo Hwa Jou Tsung, mentre per Flavio Daniele danno vita ai tredici principi essenziali (Taijiquan Shisanzi Gangyao,太极拳十三字纲要).
Zhang Baoyin spiega che le Tredici Posture, che sono esattamente il frutto dell'unione di Wubu e Bamen, sono descritte nel testo Shisanshi Xing Gong Gejue 十三势行工歌诀 attribuito a Wang Zongyue.

## Allenamento
Zheng Qin e Zhao Yonggang elencano come contenuti dell'allenamento del Taijiquan:
- il Metodo di Lavoro (功法T, 功法S,  gōngfǎ P,  kung fa  W);
- Taolu, distinti tra Tradizionali (传统T, 传统S,  chuántǒng P,  ch'uan tong  W), da Competizione (竞赛T, 竞赛S,  jìngsài P,  ching sai  W) e Duilian;
- le Armi (器械T, 器械S, qìxiè P,  chi hsieh  W);
- le Spinte con le Mani (推手 T, 推手 S, tuīshǒu P,  t'ui shou  W).

### I fondamentali
Come in tutti gli stili di arti marziali cinesi l'allenamento di base utilizza i Jibengong, cioè le tecniche di base che andranno a comporre poi tutti gli apprendimenti successivi. Essi sono le posizioni (Buxing), le tecniche di gambe (Tuifa), gli atteggiamenti delle mani (shouxing), ecc. Li Deyin descrive come fondamentali del Taijiquan il Lavoro sulla Stabilità (樁功 T, 桩功 S, zhuānggōng P,  chuang kung  W), i Movimenti di Passi (行步 T, 行步 S, xíngbù P,  hsing pu  W), i Movimenti delle Braccia (运臂T, 运臂 S, yùnbì P,  yun pi  W), il Lavoro delle Gambe (腿功T, 腿功 S, tuǐgōng P,  t'ui kung W) e le Emissioni di Energia (發勁T, 发劲 S, fājìn P,  fa chin W) (Fa jing).

#### Gli atteggiamenti delle mani
Gli atteggiamenti delle mani si compongono di Tecniche di Pugno e Tecniche di Palmo a cui si aggiunge l'Uncino (勾T, 勾S, gōuP,  kou W).

##### I pugni
Zheng Chen riporta cinque Tecniche di Pugno (拳法T, 拳法 S, quánfǎP,  ch'uan fa  W):
| Ideogrammi | Nome in Pinyin | Nome in italiano | Tipologie di tecniche che rientrano sotto questo nome |
| ---------- | -------------- | ---------------- | --- |
| 1直拳      | Zhiquan        | Pugno diretto    | - Pugno che urta con violenza (冲拳T, 冲拳 S, chōngquánP, chong ch'uan W); - Colpo con la mano nascosta (掩手捶T, 掩手捶S, yǎnshǒuchuíP, yan shou chui W); - Colpire in tirare una freccia alla tigre (彎弓射虎捶T, 弯弓射虎捶S, wāngōngshèhǔchuíP, wan kung she hu chui W)                                                           |
| 2摆拳      | Baiquan        | Pugno montante   | - Colpo circolare (圈捶T, 圈捶S, quānchuíP, chuan chui W); - Colpo che si basa sul gomito (肘底捶T, 肘底捶S, zhǒudǐchuíP, chou ti chui W) |
| 3勾拳      | Gouquan        | Gancio           | - Colpo che impedisce di essere spostato (搬攔捶T, 搬拦捶S, bānlánchuíP, pan lan chui W); - Girarsi e guardare il quadro (回头看画T, 回头看画S, huítóukànhuàP, hui tou kan hua W) |
| 4劈拳      | Piquan         | Pugno ad ascia   | - Colpo che batte sollevandosi (吊打捶T, 吊打捶S, diàodǎchuíP, tiao ta chui W); - Colpo ad ascia ruotando il corpo afferrando e tenendo (擒拿轉身劈捶T, 擒拿转身劈捶S, qínnázhuǎnshēnpīchuíP, chin na chuan shen pi chui W); - Pugno ad ascia dell'attendente di Buddha (金刚劈拳T, 金刚劈拳S, jīngāngpīquánP, chin kang pi ch'uan W) |
| 5鞭拳      | Bianquan       | Pugno Frustato   | - Pugno orizzontale (橫拳T, 横拳S, héngquánP, heng ch'uan W); - Grappola di colpi (串捶T, 串捶S, chuànchuíP, chuan chui W) |

Wu Dong oltre a Zhoudichui, Banlanchui, già citati da Zheng Chen, descrive il Colpo e dita all'altezza del cavallo dei pantaloni (指襠捶T, 指裆捶S,  zhǐdāngchuí P,  chi tang chui  W),Colpo conficcato (栽捶T, 栽捶S,  zāichuí P,  tsai chui  W),Colpo del ritirare il corpo (撤身捶T, 撤身捶S,  chèshēnchuí P,  che shen chui  W) e sollevare i pugni (賈拳T, 贾拳S,  gǔquán P,  ku ch'uan  W) (quest'ultimo inserito da Li Deyin tra gli allenamenti delle braccia).

##### Tecniche di palmo
Zheng Chen riporta cinque Tecniche di Palmo (掌法T, 掌法 S, zhǎngfǎP,  chang fa  W):
| Ideogrammi | Nome in Pinyin | Nome in italiano            |
| ---------- | -------------- | --------------------------- |
| 1劈掌      | pīzhǎng        | palmo ad ascia              |
| 2撩掌      | liāozhǎng      | palmo sollevato             |
| 3内圈掌    | nèiquānzhǎng   | palmo che ruota all'interno |
| 4外圈掌    | wàiquānzhǎng   | palmo che ruota all'esterno |
| 5直掌      | zhízhǎng       | palmo diretto               |

#### I passi

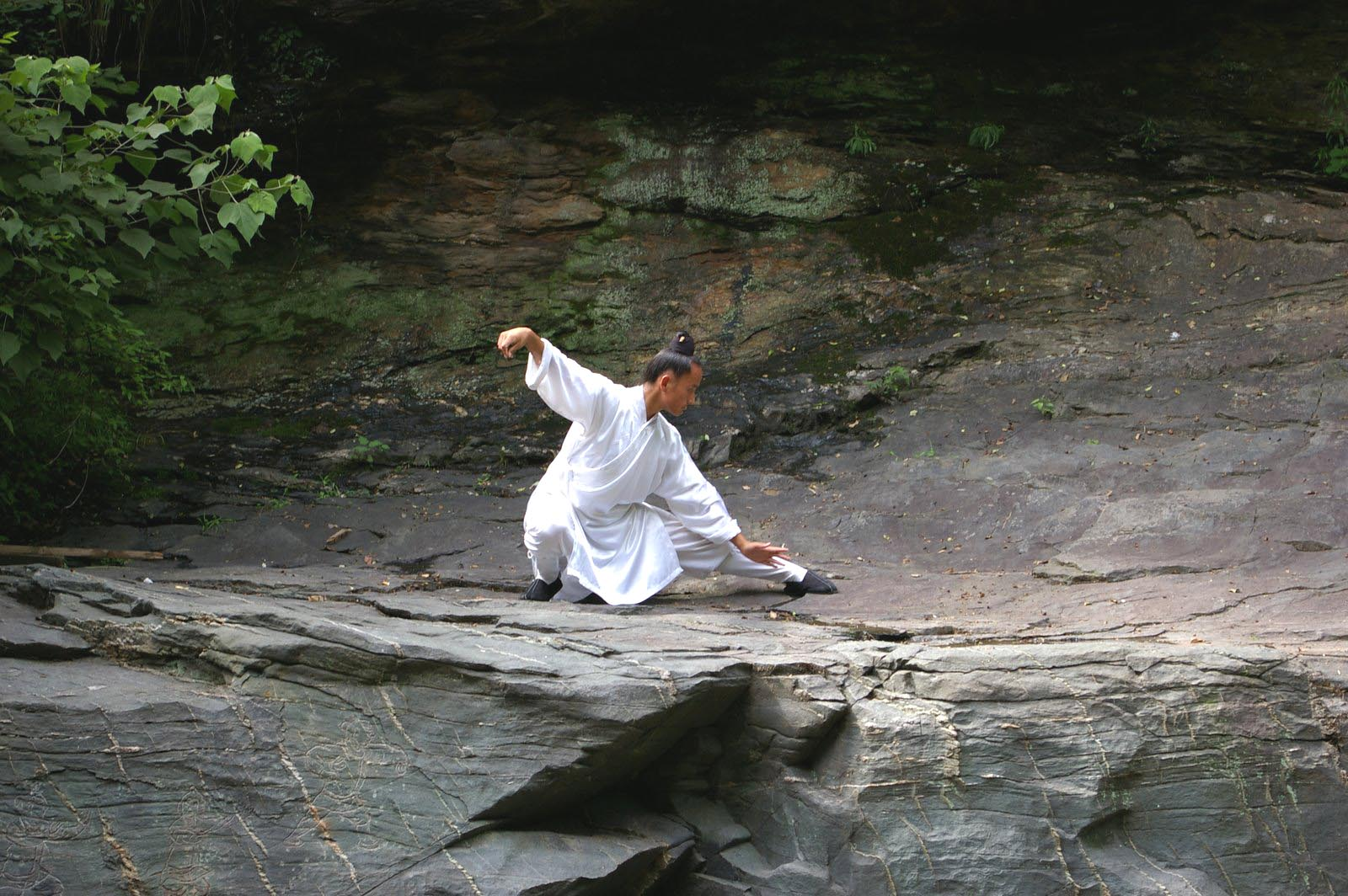
Monaco Taoista in Pubu

Uno degli elementi fondamentali delle arti marziali Cinesi sono le cosiddette posizioni.
Gu Liuxing definisce le posizioni con i termini Buxing e questo è l'elenco che ci fornisce:
| Ideogrammi | Nome in Pinyin | Nome in italiano                  |
| ---------- | -------------- | --------------------------------- |
| 1马步      | Mabu           | passo del cavaliere o del cavallo |
| 2弓步      | Gongbu         | passo ad arco                     |
| 3仆腿步    | Putuibu        | passo della gamba che cade        |
| 4虚步      | Xubu           | passo vuoto                       |
| 5跟步      | Genbu          | passo di tallone                  |
| 6磨转步    | Mozhuanbu      | passo della macina che ruota      |
| 7独立步    | Dulibu         | passo in equilibrio su una gamba  |
| 8丁字步    | Dingzibu       | passo dell'ideogramma “ding”      |

La scuola che segue gli insegnamenti di Yang Jwing-Ming identifica queste sette posizioni di base:
- Mabu;
- Passo dello scalare la montagna (登山步T, 登山步S, dēngshānbùP,  teng shan pu  W) oppure detta Passo arco freccia (弓箭步T, 弓箭步S, gōngjiànbùP,  kung chien pu  W), che corrisponde al Gongbu di Gu Liuxin;
- Passo seduto avvolto (坐盤步T, 坐盘步S, zuòpánbùP,  tsuo p'an pu  W);
- Passo quattro sei (四六步T, 四六步S, sìliùbùP,  si liu pu  W);
- Passo del sottomettere la tigre (伏虎步T, 伏虎步S, fúhǔbùP,  fu hu pu  W);
- Passo misterioso (玄機步T, 玄机步S, xuánjībùP,  hsuan chi pu  W)[29] o Xubu;
- Il gallo d'oro in equilibrio su una gamba (金雞獨立T, 金鸡独立S, jīnjīdúlìP,  chin chi tu li  W) che Gu Liuxin chiama semplicemente Dulibu.

Gu Liuxin in realtà ha inserito tra i passi anche tecniche che da altri sono rese separatamente, per esempio il libro Minzu Chuantong Tiyu Yangsheng descrive tra i Buxing quattro tecniche (Mabu, Gongbu, Xubu e Pubu) ed altri passi sotto il termine Metodo dei passi (步法T, 步法S, bùfǎP,  pu fa  W) riconoscibili tra quelli elencati poi negli Spostamenti.
Anche Wu Dong distingue tra Buxing e Bufa. Tra i Buxing inserisce Gongbu, Ce Gongbu (侧弓步), Banmabu (半马步), Dulibu, Xubu, Kailibu (开立步), Pubu e Dingbu.

#### Il lavoro sulla stabilità
Queste sono le tecniche basilari di Zhuanggong descritte da Li Deyin
| Ideogrammi | Nome in Pinyin | Nome in italiano                   |
| ---------- | -------------- | ---------------------------------- |
| 1松静桩    | sōngjìnzhuāng  | eretto e rilassato                 |
| 2调息桩    | tiáoxīzhuāng   | eretto mentre si regola il respiro |
| 3起落桩    | qǐluòzhuāng    | eretto all'inizio ed alla fine     |
| 4虚实桩    | xūshízhuāng    | eretto formo il pieno ed il vuoto  |

#### Gli Spostamenti
Gli Xingbu sono delle sequenze di passi. Queste sono le tecniche basilari di Xingbu descritte da Li Deyin:
| Ideogrammi | Nome in Pinyin  | Nome in italiano          |
| ---------- | --------------- | ------------------------- |
| 1上步      | shàngbù         | passo che si solleva      |
| 2进步      | jìnbù           | passo che avanza          |
| 3退步      | tuìbù           | passo che arretra         |
| 4侧行步    | cèxíngbù        | passo effettuato di lato  |
| 5转身弓步  | zhuǎnshēngōngbù | passo ad arco che ruota   |
| 6转身歇步  | zhuǎnshēnxiēbù  | passo che ruota sedendosi |
| 7跟步      | gēnbù           | passo di tallone          |

#### Movimenti delle braccia
Queste sono le tecniche basilari dei Movimenti delle Braccia descritte da Li Deyin
| Ideogrammi  | Nome in Pinyin     | Nome in italiano                                               |
| ----------- | ------------------ | -------------------------------------------------------------- |
| 1分靠势     | fēnkàoshì          | nella postura dividere e appoggiarsi                           |
| 2掤按势     | peng'ànshì         | nella postura parare e premere                                 |
| 3搂推势     | lǒutuīshì          | nella postura raccogliere e spingere                           |
| 4捋挤势     | lǚjǐshì            | nella postura rimboccarsi le maniche e farsi strada a gomitate |
| 5架推势     | jiàtuīshì          | nella postura parare e spingere                                |
| 6贾拳势     | gǔquánshì          | nella postura sollevare i pugni                                |
| 7云手势     | yúnshǒushì         | nella postura mani come le nuvole                              |
| 8撒拳势     | sāquánshì          | nella postura lanciare i pugni                                 |
| 9平圆掤按势 | píngyuánpeng'ànshì | nella postura parare e premere circolarmente                   |

#### Lavoro delle gambe
Li Deyin riporta nel suo libro, a proposito del Tuigong, sia esercizi di allungamento (Stretching), che tecniche di slancio delle gambe (cioè i Tuifa). Queste sono le tecniche basilari dei Tuigong descritte da Li Deyin
| Ideogrammi | Nome in Pinyin | Nome in italiano  | Breve descrizione                                                                              |
| ---------- | -------------- | ----------------- | ---------------------------------------------------------------------------------------------- |
| 1压腿      | yātuǐ          | premere le gambe  | serie di esercizi di allungamento                                                              |
| 2搬腿      | bāntuǐ         | muovere le gambe  | serie di esercizi in coppia ed uno individuale di mobilizzazione                               |
| 3踢腿      | tītuǐ          | slancio di gamba  | classico calcio a gamba tesa delle arti marziali cinesi                                        |
| 4控腿      | kòngtuǐ        | gamba controllata | calcio che prende origine dalla distensione della gamba piegata nella posizione Dulibu         |
| 5拍脚      | pāijiǎo        | battere il piede  | slancio della gamba tesa e battuta del palmo contro il piede provocando rumore                 |
| 6摆腿      | bǎituǐ         | gamba che oscilla | sequenza di calci preceduta da un Paijiao, con due calci verso l'esterno e due verso l'interno |
| 7劈腿      | pītuǐ          | spaccate di gambe | divaricate sagittali ed orizzontali                                                            |

Anche Zheng Chen utilizza il termine Tuigong, che indica per lui tredici esercizi per l'allenamento delle gambe e sempre come Li Deyin contengono esercizi di allungamento e slanci di gambe.
Questo ne è l'elenco:
| Ideogrammi | Nome in Pinyin | Nome in italiano                    |
| ---------- | -------------- | ----------------------------------- |
| 1正踢腿    | Zhengtitui     | Gamba che calcia frontalmente       |
| 2十字腿    | Shizitui       | Gamba che incrocia                  |
| 3侧踢腿    | Cetitui        | Gamba che calcia lateralmente       |
| 4外摆腿    | Waibaitui      | Gamba che oscilla verso l'esterno   |
| 5里合腿    | Lihetui        | Gamba che chiude internamente       |
| 6单劈腿    | Danpitui       | Spaccata di gamba singola           |
| 7双劈腿    | Shuangpitui    | Doppia spaccata di gamba            |
| 8弓步压腿  | Gongbu yatui   | premere le gambe in passo ad arco   |
| 9仆步压腿  | Pubu yatui     | Premere le gambe in passo scivolato |
| 10后撩腿   | Houliaotui     | Gamba che si solleva posteriormente |
| 11正压腿   | Zheng yatui    | Premere le gambe tese               |
| 12侧压腿   | Ce yatui       | Premere le gambe di lato            |
| 13后压腿   | Hou yatui      | Premere le gambe posteriormente     |

#### Emissioni di energia
Queste sono le tecniche basilari di Fajin descritte da Li Deyin:
| Ideogrammi | Nome in Pinyin | Nome in italiano            |
| ---------- | -------------- | --------------------------- |
| 1捋挤      | Luji           | Accarezzare e farsi strada  |
| 2前按      | Qian'an        | Premere in avanti           |
| 3挤靠      | Jikao          | farsi strada e appoggiarsi  |
| 4压肘      | Yazhou         | Spingere il gomito          |
| 5冲拳      | Chongquan      | Pugno che urta con violenza |
| 6撒打      | Sada           | Percosse lanciate           |
| 7撩弹      | Liaotan        | Sollevare e lanciare        |

Chang Dsu Yao elenca i Fajin in maniera diversa, definendoli come Jin caratterizzati da una netta emissione di forza interna. Di seguito sono mostrati quelli che rientrano anche nella lista di Li Deyin.
| Ideogrammi | Nome in Pinyin | Nome in italiano come tradotto nel libro |
| ---------- | -------------- | ---------------------------------------- |
| 1挤勁      | Jijin          | forza che preme                          |
| 2按勁      | Anjin          | forza che spinge                         |
| 3肘勁      | Zhoujin        | forza del gomito                         |
| 4靠勁      | Kaojin         | forza del colpo di spalle                |
| 5拳勁      | Quanjin        | forza del pugno                          |

## Stili di Taiji
Dalla sua fondazione, il Taijiquan si è diviso in diverse ramificazioni. Duan Ping descrive i sei seguenti rami:
- pugilato del sommo polo stile Chen (陳式太極拳T, 陈式太极拳S,  chénshìtàijíquán P,  ch'en shih t'ai chi ch'uan  W);
- pugilato del sommo polo stile Yang (楊式太極拳T, 杨式太极拳S,  yángshìtàijíquán P,  yang shih t'ai chi ch'uan  W);
- pugilato del sommo polo stile Wu (吳式太極拳T, 吴式太极拳S,  Wúshìtàijíquán P,  wu shih t'ai chi ch'uan  W) ;
- pugilato del sommo polo di Zhaobao (趙堡太極拳T, 赵堡太极拳S,  zhàobǎotàijíquán P,  chao pao t'ai chi ch'uan  W);
- pugilato del sommo polo stile Wu (武式太極拳T, 武式太极拳S,  wǔshìtàijíquán P,  wu shih t'ai chi ch'uan  W) anche detto stile Hao (郝式, Haoshi);
- pugilato del sommo polo stile Sun (孫式太極拳T, 孙式太极拳S,  sūnshìtàijíquán P,  sun shih t'ai chi ch'uan  W).

Wu Bin, Li Xingdong e Yu Gongbao descrivono cinque stili principali, tralasciando il Zhaobao Taijiquan, ma aggiungono come branche meno importanti:
- pugilato del sommo polo delle cinque stelle (五星太極拳T, 五星太极拳S,  wǔxīngtàijíquán P,  wu hsing t'ai chi ch'uan  W);
- pugilato del sommo polo della Scuola Chan (禪門太極拳T, 禅门太极拳S,  chánméntàijíquán P,  ch'an men t'ai chi ch'uan  W).

### Lo Stile Chen
Lo Stile Chen è il ramo più antico, ed è stato tramandato da Chen Wangting. In seguito è stato trasmesso da Chen Changxing e da Chen Youben. Secondo l'enciclopedia di Baidu esso si è diviso in due ramificazioni: Laojia (vecchia struttura,老架) e Xinjia (nuova struttura,新架). La Laojia insegna sette sequenze (Taolu), tra cui il Paochui (炮捶).

### Lo Stile Yang
Lo Stile Yang è il ramo maggiormente diffuso al mondo. Fondato da Yang Luchan che avrebbe studiato da ragazzo da Chen Changxing. Questo stile utilizza movimenti armoniosi ed azioni che combinano inflessibile, elastico e naturalezza.

### Lo Stile Wu/Hao
Lo Stile Wu/Hao (武式太极拳). Creato da Wu Yuxiang (1812-1880), che aveva studiato con Yang Luchan. In seguito apprese altri elementi dello stile da Chen Qingping. Wu Bin, Li Xingdong e Yu Gongbao raccontano che Wu Yuxiang riuscì ad avere una copia del Taiji Quanpu di Wang Zongyue, iniziando a praticare seguendo i principi che vi erano descritti. Un allievo importante di questo ramo fu Hao Weizhen, da cui il nome Hao di questo stile.

### Lo Stile Wu
Lo Stile Wu (吴式太极拳) è stato trasmesso da Quan You, un Mancese che aveva appreso il Taijiquan da Yang Luchan e da suo figlio Yang Banhou. A sua volta Quan You insegnò al proprio figlio, che assunse il cognome Wu.

### Lo Stile Sun
Lo Stile Sun è stato creato da Sun Lutang. Egli studiò con Hao Weizhen e mescolò nel proprio Taijiquan le sue conoscenze di Xingyiquan e di Baguazhang.

### Zhaobao Taijiquan
Lo Zhao Bao Taijiquan è stato creato da Chen Qingping (陈清萍), deve il suo nome al fatto che è praticato nella cittadina di Zhaobao, nella contea di Wenxian, nella provincia di Henan.

### Lo stile Fu
Lo Stile Fu è stato creato da Fu Zhensong (Fu Chen Song, 1881-1953), che ha inserito nel proprio sistema elementi e sequenze di vari stili. Fu Zhensong è considerato la prima generazione nello stile da lui insegnato. 
Secondo il nipote Fu imparò il Taijiquan da Chen Yenshi (dello stile Chen) e in seguito scambiò conoscenze con Yang Chengfu e Sun Lutang, tanto da mescolare i vari sistemi in quello che è conosciuto come Taiji stile Fu.
Attualmente lo stile Fu è rappresentato dai nipoti del fondatore, Victor Sheng Long Fu e Bow-sim Mark. Lo stile di Sheng Long Fu è più orientato al benessere fisico che all'aspetto marziale.
L'aspetto marziale è invece ancora preponderante nel ramo dello stile Fu derivato dal maestro To Yu di Hong Kong, allievo interno di Fu Zhensong.

### Altri rami
L'enciclopedia di Baidu elenca anche Wudang Taijiquan (武当太极拳), Nanguo Taijiquan (南国太极拳),Bagua Taijiquan (八卦太极拳),Hulei Taijiquan (忽雷太极拳),Tengnuojia Taijiquan (腾挪架太极拳),Wuqing Taijiquan (武清太极拳).

## Taijiquan e salute
Una delle caratteristiche che ha dato estrema notorietà al Taijiquan è la sua utilità per la salute. Vera o presunta che sia questa correlazione, sono moltissimi gli studi al proposito.
Una ricerca effettuata nell'ospedale Jiang Jianxin Jinjishan del Fujian riporta che tra i pazienti che avevano praticato Taijiquan si era evidenziato un calo dei livelli di colesterolo nel sangue.
A Jinan per ventiquattro mesi un gruppo di studenti dell'Università di Educazione Fisica ha praticato lo Stile Yang per verificarne gli effetti salutari su cuore e polmoni con risultati positivi.
Sun Fu e altri hanno studiato 83 persone di età avanzata rilevando che le onde alfa aumentavano significativamente quando praticavano Taijiquan più di trenta minuti. Dopo un lungo periodo di pratica si promuoveva una coordinazione ed un bilanciamento delle funzioni fisiologiche tra il lobo frontale sinistro e quello destro.
I ricercatori hanno rilevato effetti positivi nella promozione dell'equilibrio, della flessibilità e del funzionamento cardiovascolare ed hanno dimostrato che riduce il rischio di ricadute sia nelle persone anziane sia in coloro che soffrono di disturbi cronici pressione sanguigna alta, attacchi di cuore, sclerosi multipla, Parkinson, Alzheimer, e Fibromialgia.

## Problemi di traduzione
Yang Haiqing presenta il problema delle traduzioni dal Cinese all'Inglese, che sono un rischio per la corretta preservazione culturale del Taijiquan. Il suo studio vorrebbe proporre un metodo corretto per le traduzioni, secondo il quale dovrebbero essere praticanti che abbiano un'alta esperienza dello stile e che abbiano un'ottima conoscenza della lingua cinese a svolgere questo compito. Oggi è sempre più facile trovare insieme questi elementi, ma la maggior parte dei libri scritti anche solo pochi anni or sono risentono di una qualche mancanza. An Xianhong è dello stesso parere: ... esso non richiede solamente un traduttore con una solida formazione della conoscenza di Inglese e Cinese, ma anche con profonda comprensione delle caratteristiche e delle connotazioni culturali del Taijiquan. Detto ciò, lo stato attuale delle traduzioni non è soddisfacente ed ha difficoltà ad esprimere le caratteristiche del Taijiquan ed il suo fascino con il singolo metodo della traduzione. La situazione Italiana riflette quella in lingua inglese, visto che molti testi sono stati tradotti da altri che provengono da questa lingua.